# جنتکس
جنتکس (انگلیسی: Gentex) شرکت تولید صنعتی آمریکایی است، که در سال ۱۹۷۴ تأسیس شد.